# Evan Currie
Evan C. Currie (ur. 3 czerwca 1979) – kanadyjski pisarz, autor powieści z gatunków takich jak space opera, militarna science fiction i techno-thriller. Jego książki były tłumaczone m.in. na język polski i niemiecki.

## Twórczość

### CyklOdyssey One
Główna seria:
- Rozgrywka w ciemno (Into the Black, 2011; tłum. Michał Studniarek)
- W samo sedno (The Heart of Matter, 2012; tłum. Kinga Składanowska)
- Ostatni bastion (Homeworld, 2013; tłum. Małgorzata Koczańska)
- W ogniu wojny (Out of the Black, 2014; tłum. Małgorzata Koczańska)
- Król wojowników (Warrior King, 2016; tłum. Paweł Dembowski)
- Przebudzenie Odyseusza (Odysseus Awakening, 2018; tłum. Paweł Dembowski)
- W cieniu zagłady (Odysseus Ascendant, 2019; tłum.  Małgorzata Koczańska)
- Zmierzch Królów (King's Fall, 2023; tłum. Janusz Kaiser)

"Star Rogue":
- Król złodziei (King of Thieves, 2023; tłum. Małgorzata Koczańska)

"Archangel One":
- Anioły w czerni (Archangel One, 2019; tłum. Janusz Kaiser)
- Wzlot Aniołów (Archangel Rising, 2020; tłum. Aleks Nulewicz)
- Cesarski gambit (Imperial gambit, 2022; tłum. Mateusz Pazdur)

### CyklHayden War
- Na srebrnych skrzydłach (On Silver Wings, 2011; tłum. Justyn Łyżwa)
- Narodziny Walkirii (Valkyrie Rising, 2011; tłum. Justyn Łyżwa)
- Walkiria w ogniu (Valkyrie Burning, 2012; tłum. Justyn Łyżwa)
- Zew Walhalli (The Valhalla Call, 2013; tłum. Justyn Łyżwa)
- Za wszelką cenę (By Other Means, 2014; tłum. Justyn Łyżwa)
- De Oppresso Liber (2016; tłum. Justyn Łyżwa)
- Nowe Otwarcie (Open Arms, 2017; tłum. Paweł Dembowski)
- Pogranicze w ogniu (Border wars, 2019; tłum. Kaiser Janusz)
- Pośród wrogów (Among enemies, 2021; tłum. Kaiser Janusz)

### CyklAtlantis Rising
- Rycerze Atlantydy (The Knighthood, 2017; tłum. Małgorzata Koczańska)
- Miasto demonów (The Demon City, 2018; tłum. Małgorzata Koczańska)
- Świt Atlantydy ( Risen, 2021; tłum. Mateusz Pazdur )

### CyklThe Scourwind Legacy
- Heirs of Empire (2015)
- An Empire Asunder (2016)

### Inne
- Thermals (2011)
- SEAL Team 13 (2013)